# Mutilate Me
Mutliate Me is een ep van de Amerikaanse punkband Teenage Bottlerocket dat op 12 april 2011 werd uitgebracht door Fat Wreck Chords. Het werd geproduceerd door Andrew Berlin en opgenomen in The Blasting Room. Het nummer "Henchman" is een cover van Bad Religion.

## Nummers
1. "Mutilate Me" - 2:40
2. "Punk House of Horror" - 1:37
3. "Henchman" - 1:05

## Band
- Kody Templeman - gitaar, zang
- Ray Carlisle - gitaar, zang
- Miguel Chen - basgitaar
- Brandon Carlisle - drums